# علی حسن
علی حسن (انگلیسی: Aly Hassan؛ زادهٔ ۱۵ مهٔ ۱۹۸۹) بازیکن فوتبال اهل ایالات متحده آمریکا است.
وی همچنین در تیم ملی فوتبال United States U20 بازی کرده‌است.